# Sleutelwoord
Een sleutelwoord is in een programmeertaal een woord dat voor de compiler een vaste betekenis heeft.
Enkele sleutelwoorden zijn:
- IF, ook UNLESS en TEST, voor voorwaardelijke uitvoering, vaak gevolgd door THEN en ELSE
- SWITCH of CASE voor een voorwaardelijke uitvoering met meerdere mogelijkheden
- GOTO, ook wel GO TO, voor een sprongopdracht (het gebruik hiervan wordt tegenwoordig zeer afgeraden)
- FOR voor herhaaldelijke uitvoering onder besturing van een indexvariabele, vaak gevolgd door TO en BY of STEP en afgesloten met NEXT
- DO ook voor herhaaldelijke uitvoering, afgesloten met UNTIL
- WHILE voor herhaaldelijke uitvoering zolang aan een voorwaarde is voldaan
- CALL of PERFORM voor het aanroepen van een subroutine
- RETURN voor het beëindigen van een subroutine
- INTEGER, REAL, BOOLEAN, VALUE voor een declaratie
- BEGIN en END om een blok te maken

Het is in veel talen niet geoorloofd als identifier een sleutelwoord te gebruiken. COBOL heeft zeer veel sleutelwoorden, waarvan de programmeur de betekenis vaak niet kent, maar waarvan hij wel moet weten dat hij ze als identifier moet vermijden. Dit kan voor een programmeur soms een probleem zijn, doordat de compiler een onbegrijpelijke foutmelding geeft. Andere talen zijn daar soepel in, zoals PostScript, en laten toe dat sleutelwoorden worden geherdefinieerd voor bepaalde doeleinden. Bij sommige oudere talen, onder andere Fortran, is de syntaxis zo dat er geen misverstand mogelijk is tussen een identifier of sleutelwoord.
Bij veel moderne talen wordt onderscheid gemaakt tussen hoofdletters en kleine letters. De voorbeelden hierboven zijn met hoofdletters gegeven. In de talen C en de daarvan afgeleide talen C++ en C# hebben de sleutelwoorden kleine letters. Voor identifiers zijn hoofdletters steeds veilig.
Programmeurs die een andere taal dan Engels spreken, hebben een zeker voordeel, want ze kunnen identifiers gebruiken in hun eigen taal.
Talen verschillen onderling vaak in wat als sleutelwoord wordt gezien en wat een routine is die door een bibliotheek wordt geleverd, sommige talen voorzien bijvoorbeeld sleutelwoorden voor in- en uitvoerbewerkingen, terwijl andere talen daarvoor een bibliotheek aanroepen.
Veel sleutelwoorden staan aan het begin van een statement en geven aan wat voor statement het is. Zo is er een FOR-statement, een IF-statement enz. De assignment is in de meeste talen een uitzondering, deze begint met de identifier waaraan een waarde wordt toegekend. Subroutines worden ook vaak zonder sleutelwoord aangeroepen.

## Trivia
Informeel worden de sleutelwoorden wel eens vieze woorden genoemd. De analogie is duidelijk: ze mogen (soms) niet gebruikt worden.